# Еклер
Еклерът (от френски: éclair, френско произн. еклѐр, в превод „светкавица“) представлява десерт, тестено изделие с продълговата форма, запълнено с крем и покрито с глазура.
Тестото, същото като използваното за приготвяне на профитероли, е парено и обикновено се оформя с помощта на шприц. Еклерът може да съдържа различен пълнеж (крем) (ванилов, кафен, крем с бит белтък, крем „шибуст“, шоколадов, яйчен крем „пистачо“, крем с вкус на ром, плодов или пюре от кестени). Глазурата също може да бъде различна – шоколадова, карамелена и др.

## Етимология
Наименованието на десерта произлиза от френската дума за светкавица. Съгласно Dictionnaire de l'Académie française („Речник на Френската академия“), наречен е така, защото се изяжда много бързо.

## История
Еклерът се появява във Франция през XIX век, където е наричан pain à la duchesse (хляб на дукесата) или petite duchesse (малка дукеса) до 1850 г. Думата е засвидетелствана за първи път на английски и френски език през 60-те години на XIX век. Не се знае със сигурност чия е била идеята за десерта, но някои историци твърдят, че еклери за пръв път са приготвяни от Мари-Антоан Карем (1784 – 1833), известен френски готвач. Сега те са популярен вид десерт в целия свят.